# Ráthonyi Ákos (rendező)
Ráthonyi Ákos, Ráthonyi Ákos László Dániel (Budapest, 1909. március 26. – München 1969. január 6.) magyar filmrendező, forgatókönyvíró. 1936 és 1968 között 42 filmet készített. Apja, Ráthonyi Ákos (1868–1923) színész volt, felesége Tolnay Klári Kossuth-díjas színművésznő.

## Életpályája
Ráthonyi Ákos színész és Borbély Erzsébet Franciska fia. Színészként és segédrendezőként dolgozott a British International Pictures-nél. 1929. február 28-án Budapesten, a Józsefvárosban házasságot kötött Elizabeth Vidler Lomerrel, azonban 1933-ban elváltak. 1929-ben Hollywoodban, később Párizsban Korda Sándor mellett dolgozott segédrendezőként. 1933-tól 1935-ig az USA-ban élt. 
1935-ben hazatért. Itthon megalapította az Objektiv Filmgyártó- és Kölcsönző vállalatot. Első munkája az Új földesúr című 1935-ben készült filmben rendező-asszisztensként volt. Első önálló rendezése az 1936-ban készült Tisztelet a kivételnek című film volt. 
1936. szeptember 26-án Budapesten, a Terézvárosban feleségül vette Tolnay Klári színésznőt. 1947-ben elhagyta Magyarországot, előbb Londonban, majd az NSZK-ban élt, s rendezett.

## Filmjei

### Magyar filmek
- Tisztelet a kivételnek (1936)
- Fizessen, nagysád! (1937)
- Megvédtem egy asszonyt (1938)
- A hölgy egy kissé bogaras (1938)
- Gyimesi vadvirág (1938)
- Tizenhárom kislány mosolyog az égre (1938)
- Fűszer és csemege (1939)
- A nőnek mindig sikerül (1940)
- Jöjjön elsején! (1940)
- A szerelem nem szégyen (1940)
- Sarajevo (1940)
- Egy csók és más semmi (1941)
- Vissza az úton (1941)
- Balkezes angyal (1941)
- Havasi napsütés (1941)
- Katyi (1942)
- Kádár kontra Kerekes (1942)
- Ágrólszakadt úrilány (1942)
- Jómadár (1943)
- Anyámasszony katonája (1943; elveszett)
- Menekülő ember (1944)
- Muki (1944)
- Aranyóra (1945)
- Renee XIV (1946)

### Olasz filmek
- La fortuna viene dal cielo (1942)
- Una volta alla settimana (1942)

### Német filmek
- Kätchen für alles (1949)
- Absender unbekannt (1950)
- Maharadscha wider Willen (1950)
- Mädchen mit Beziehungen (1950)
- Schön muß man sein (1951)
- Engel im Abendkleid (1951)
- Das unmögliche Mädchen (1951)
- Don't Blame the Stork (1951)
- Warrenné mestersége (1960)
- Das Geheimnis der gelben Narzissen (1961)
- Geliebte Hochstaplerin (1961)
- Toller Hecht auf krummer Tour (1961)
- Der Fluch der grünen Augen (1964)
- St. Pauli Herbertstraße (1965)
- Jungfrau aus zweiter Hand (1967)
- Der nächste Herr, dieselbe Dame (1968)
- Zieh dich aus, Puppe (1968)

### Forgatókönyvei
- Fizessen, nagysád! (1937)
- Havasi napsütés (1941)
- La fortuna viene dal cielo (1942)
- Una volta alla settimana (1942)
- Der Fluch der grünen Augen (1964)
- Zieh dich aus, Puppe (1968)

## Fordítás
- Ez a szócikk részben vagy egészben  az   Ákos Ráthonyi című angol Wikipédia-szócikk fordításán alapul.  Az eredeti cikk szerkesztőit annak laptörténete sorolja fel. Ez a jelzés csupán a megfogalmazás eredetét és a szerzői jogokat jelzi, nem szolgál a cikkben szereplő információk forrásmegjelöléseként.